# Кубышка жёлтая
Кубы́шка жёлтая, или кувши́нка жёлтая (лат. Núphar lútea) — вид многолетних водных растений из рода Кубышка семейства Кувшинковые (Nymphaeaceae). Типовой вид рода.

## Ботаническое описание

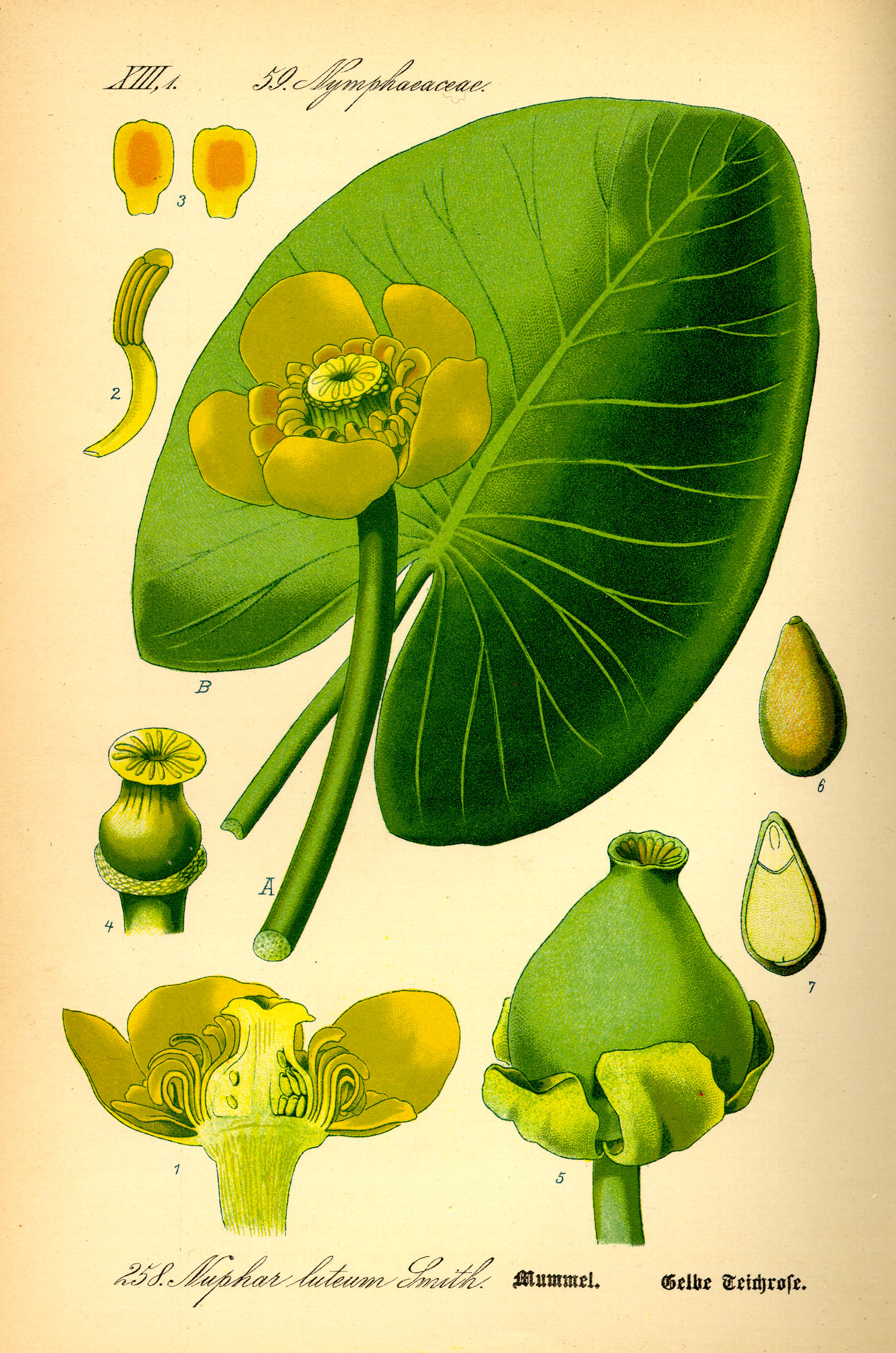

Многолетнее травянистое растение. Корневище жёлто-зелёное горизонтальное, толстое, мясистое, толщиной 3-10 см, покрыто ромбовидно-округлыми рубцами от опавших листьев.
Нижние листья подводные, на коротких черешках, тонкие, полупрозрачные, с волокнистыми краями. Плавающие листья яйцевидные, на длинных трёхгранных черешках. Листовые пластинки круглые или сердцевидно-овальные, кожистые, светло-зелёного цвета. Ширина листовой пластинки 15-19 см, число главных жилок 21-24.
Цветки плавающие одиночные, верхушечные, жёлтого цвета, диаметром 4—6 см, с запахом алкоголя для привлечения опылителей (иногда возможно самоопыление). Пестик созревает раньше тычинок. Чашечка состоит из пяти — шести чашелистиков, снаружи окрашенных в зелёный, внутри — в жёлтый цвет. Лепестки обратно-серцевидные, с медовой ямкой на наружной стороне, примерно на треть короче чашечки, количеством 15-20. Пыльники продолговато-линейные, жёлтые, прикреплены к цветоложу. Завязь овально-коническая, с расширенным рыльцем. Диаметр рыльцевого диска 9-11 мм, число лучей рыльца 10-20. Форма края рыльцевого диска цельная. Цветение в июне — сентябре.
Плоды гладкие, многогнёздные, длиной 4—5 мм, созревают на поверхности воды. Плод — яйцевидно-коническая коробочка с многочисленными семенами. Развитие в воде, созревание в августе — сентябре.
Размножение семенное и вегетативное.

## Распространение и экология

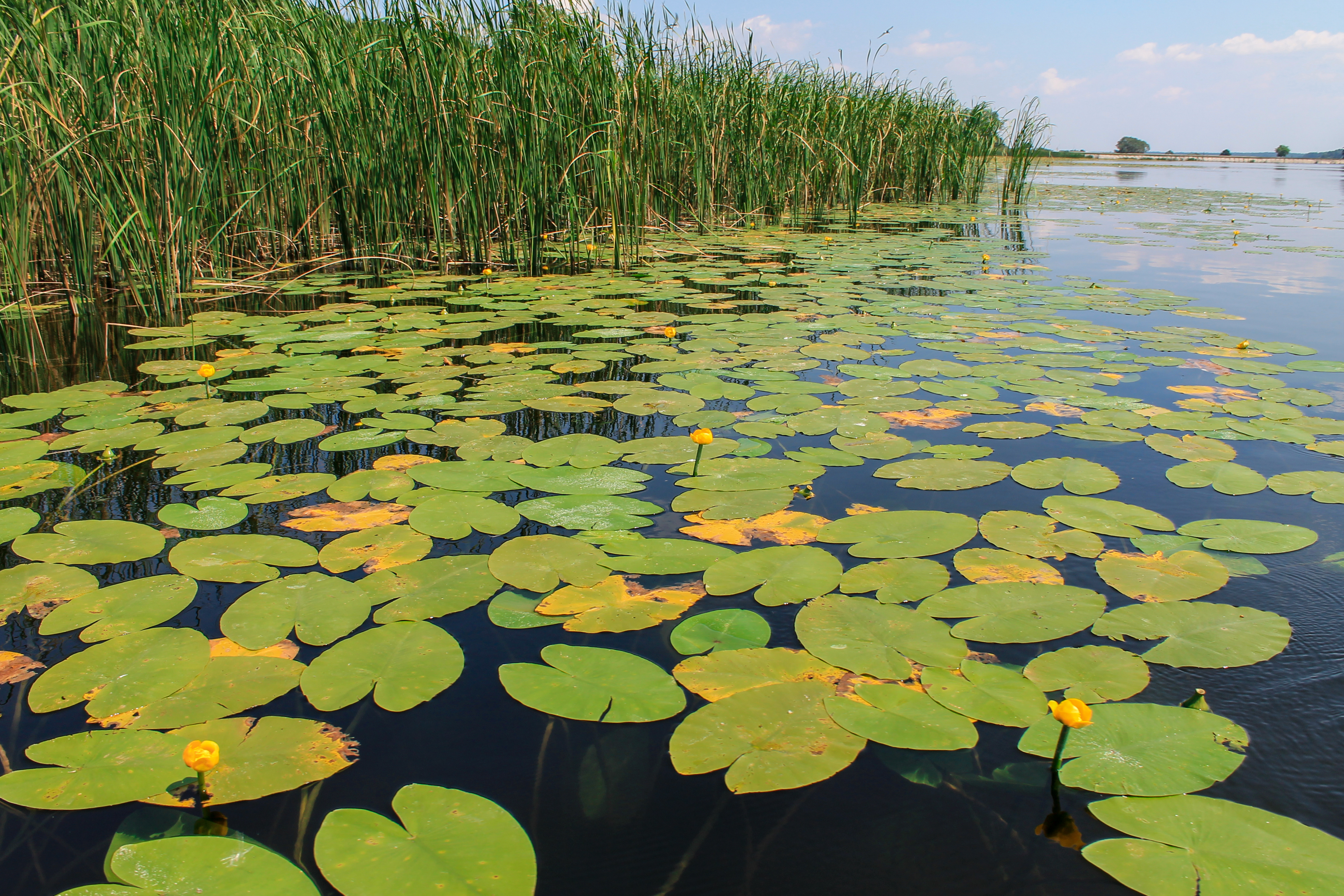
Заросли кубышки жёлтой

Евро-азиатский вид с широким ареалом. Встречается только на равнинах.
В России растёт по всей европейской части, на Кавказе, в Сибири.
Обитает в речках с медленно текущей водой, по берегам озёр, в заводях. Обычно на глубине 0,5-1 м. Плохо переносит загрязнение воды. Местами образует заросли с урожайностью сырых корневищ 1-10 кг/м².
Опыляется главным образом мухами.

## Химический состав
В листьях обнаружено до 0,1 % алкалоидов. Корневища в свежем виде содержат алкалоид нюфарин ({\displaystyle {\ce {C18H24O2N2}}}). В подсушенном виде имеют 18-19 % крахмала, 5-6 % декстрозы и 1-2 % сахарозы. Также содержит метарабиновую кислоту, парафиноподобное вещество, 5 % золы и немного жира.

## Значение и применение
В качестве лекарственного растительного сырья используют корневища кубышки жёлтой (лат. Rhizoma Nupharis luteae), которые заготавливают в фазу цветения и плодоношения, очищают от листьев и корней, режут на куски и сушат при температуре 50—60 °С. Сырьё входит в сбор по прописи Здренко. Природные запасы после заготовок восстанавливаются очень медленно.
Алкалоиды кубышки жёлтой оказывают сильное протистоцидное действие. Нуфлеин — составная часть контрацептивных препаратов. Линимент лютенурина применяется при трихомонадном кольпите.
Важно, чтобы продолжительность лечения и дозировку назначал компетентный специалист, в противном случае лечение жёлтой лилией может вызвать следующие симптомы: повышенную сонливость, угнетение ЦНС, рвоту и диарею. Передозировка может привести к сильнейшему отравлению и даже летальному исходу. Препараты, приготовленные из кубышки жёлтой, противопоказаны детям. Это обусловлено тем, что растение является ядовитым. Беременным женщинам, независимо от срока, прием кубышки жёлтой внутрь тоже противопоказан. Иногда у пациентов наблюдалась индивидуальная непереносимость.
Растение также используется как декоративное.
В сыром виде корневища ядовиты, но съедобны, если их отварить в солёной воде.
Поджаренные семена употреблялись как суррогат кофе.
Скотом не поедается. Семена содержат до 45 % крахмала и хорошо поедаются кряквами, чирками и другой водоплавающей птицей. Корневище и листья поедаются европейским лосём (Alces alces Linnaeus), кабаном, выхухолью, водяной и мускусной крысой, обыкновенным бобром (Castor fiber Linnaeus), нутрией, выдрой, медведем. На Северном Урале отмечено поедание северным оленем (Rangifer tarandus).

## Классификация
Nuphar lutea (L.) Sm., 1809, Fl. Graec. Prodr. 1: 361\
Первоначально Линней в работе Species plantarum отнёс вид к кувшинкам как Nymphaea lutea. Позже английский ботаник Джеймс Эдвард Смит, в 1809 году в работе Florae Grecae Prodromus, отнес вид к отдельному роду.
Некоторые ботаники рассматривали кубышку жёлтую как единственный вид рода, а другие виды считали подвидами данного вида.

### Таксономическое положение
Вид Кубышка жёлтая относится к роду Кубышка (Nuphar) семейства Кувшинковые (Nymphaeaceae) порядка Кувшинкоцветные (Nymphaeales) клады Цветковые растения. Таксономическая схема в соответствии с Системой APG IV по состоянию на декабрь 2023 года:
|  |                          |  |                                   |                                   |                       |  | еще 2 семейства | еще 2 семейства |                |  |  |  | еще 18 подтвержденных видов и 2 таксона в статусе "неподтвержденных" |
|  |                          |  |                                   |                                   |                       |  | еще 2 семейства | еще 2 семейства |                |  |  |  | еще 18 подтвержденных видов и 2 таксона в статусе "неподтвержденных" |
|  |                          |  |                                   | порядок Кувшинкоцветные           |                       |  |                 |                 | Кубышка        |  |  |  |                                                                      |
|  |                          |  |                                   | порядок Кувшинкоцветные           |                       |  |                 |                 | Кубышка        |  |  |  |                                                                      |
|  | клада Цветковые растения |  |                                   |                                   | семейство Кувшинковые |  |                 |                 | Кубышка желтая |  |  |  |                                                                      |
|  | клада Цветковые растения |  |                                   |                                   | семейство Кувшинковые |  |                 |                 |                |  |  |  |                                                                      |
|  |                          |  | ещё 63 порядка цветковых растений | ещё 63 порядка цветковых растений |                       |  |                 | еще 4 рода      | еще 4 рода     |  |  |  |                                                                      |
|  |                          |  |                                   | ещё 63 порядка цветковых растений |                       |  |                 |                 | еще 4 рода     |  |  |  |                                                                      |

### Синонимы
- Nenuphar luteum Link
- Nuphar affinis Harz
- Nuphar fluviatile Laest.
- Nuphar grandiflora Laest.
- Nuphar grandifolia Laest.
- Nuphar graveolens Laest.
- Nuphar latifolia Laest.
- Nuphar latifolia subsp. boreale Laest.
- Nuphar lobata Laest.
- Nuphar lutea var. rivularis (Dumort.) De Wild. & T.Durand
- Nuphar lutea var. submersa Rouy & Foucaud
- Nuphar rivularis Dumort.
- Nuphar sericea Láng
- Nuphar spathulifera Rchb.
- Nuphar systyla Wallr.
- Nuphar tenella Rchb.
- Nymphaea affinis Hayek
- Nymphaea lutea L.
- Nymphaea lutea f. punctata J.Schust.
- Nymphaea lutea f. purpureosignata J.Schust.
- Nymphaea lutea f. schlierensis J.Schust.
- Nymphaea lutea f. sericea J.Schust.
- Nymphaea lutea f. submersa J.Schust.
- Nymphaea lutea f. tenella (Rchb.) J.Schust.
- Nymphaea lutea f. terrestris J.Schust.
- Nymphaea lutea f. urceolata J.Schust.
- Nymphaea lutea subf. denticulata J.Schust.
- Nymphaea lutea var. affinis (Harz) J.Schust.
- Nymphaea lutea var. harzii J.Schust.
- Nymphaea lutea var. minor Lej.
- Nymphaea lutea var. puberula J.Schust.
- Nymphaea umbilicalis Salisb.
- Nymphona lutea (L.) Bubani
- Nymphozanthus affinis Fernald
- Nymphozanthus europaeus Desv.
- Nymphozanthus luteus Fernald
- Nymphozanthus sericeus Fernald
- Nymphozanthus vulgaris Rich.